# Ernest Payne
Ernest „Ernie“ Payne (* 23. Dezember 1884 in Worcester; † 10. September 1961 ebenda) war britischer Radrennfahrer und Olympiasieger im Radsport.

## Sportliche Laufbahn
Ernest „Ernie“ Payne war vorwiegend im Bahnradsport aktiv. Er gewann bei den Olympischen Sommerspielen 1908 in London die Goldmedaille in der Mannschaftsverfolgung mit Benjamin Jones, Clarence Kingsbury und Leon Meredith vor dem deutschen Team. Auch im Sprint und über 5000 Meter war er am Start, konnte sich aber nicht platzieren. Payne startete für den Verein Worcester St. Johns Cycling Club, in dem er auch 1903 mit dem Radsport begann. Er gewann mehr als 150 Rennen, darunter regionale, nationale und britische Rennen, Rennen des Empire und schließlich bei Olympia.
1905 wurde er zweifacher britischer Meister auf der Bahn. 1904, 1906 und 1910 gewann er den Muratti Gold-Cup, eines der ältesten und traditionsreichsten britischen Bahnrennen über 10 Meilen. 1910 beendete er seine Laufbahn als Radrennfahrer. Nach seiner radsportlichen Laufbahn wurde er Fußballspieler und bestritt 1909 zwei Erstligaspiele für Manchester United.

## Berufliches
Er war als Zimmermann in seinem Heimatort beruflich tätig.